# Girolamo Recanati Capodiferro
Girolamo Recanati Capodiferro (Roma, 22 giugno 1502 – Roma, 1º dicembre 1559) è stato un cardinale e vescovo cattolico italiano.

## Biografia
Nacque il 22 giugno 1502 a Roma da Alfonso Recanati e Bernardina Capodiferro. Secondo Angelo Massarelli circolava la voce che fosse figlio naturale di papa Paolo III.
Prima di intraprendere la vita religiosa ebbe due figli: successivamente rimase vedovo.
Fu eletto vescovo di Nizza il 6 febbraio 1542 e cardinale nel concistoro del 19 dicembre 1544 da Paolo III. Ebbe un ruolo diplomatico cruciale nel combinare le nozze tra Orazio Farnese nipote di papa Paolo III e Diana di Francia figlia naturale di Enrico II di Francia.
Nel 1540 fece costruire il suo splendido palazzo rinascimentale a Roma nell'attuale piazza Capodiferro. Con l'elezione di papa Paolo IV, con il nuovo clima severo instaurato dal nuovo papa, dovette abbandonare Roma per tornavi solo dopo la morte di quest'ultimo. Morì a Roma poco dopo, il 1º dicembre 1559.